# Stephen Kings Haus der Verdammnis
Stephen Kings Haus der Verdammnis (Stephen King’s Rose Red) ist eine dreiteilige US-amerikanische Miniserie des Regisseurs Craig R. Baxley aus dem Jahr 2002. Das Drehbuch verfasste Autor Stephen King.

## Handlung

### Vorgeschichte
Im Jahre 1906 lässt der Milliardär und Ölmagnat John Rimbauer für seine frisch vermählte Frau Ellen als Hochzeitsgeschenk ein gigantisches Herrenhaus in Seattle errichten. Sie ist entzückt und tauft das künftige Herrenhaus „Rose Red“. Die Organisation und Durchführung des Bauprojekts überlässt John seinen Geschäftspartnern George Meador und Douglas Posey. Die Rimbauers selbst verreisen in die Flitterwochen nach Afrika, wo Ellen schwer erkrankt. Eine junge einheimische Schamanin namens Sukeena pflegt sie wieder gesund.
Inzwischen ereignen sich während des Baus von Rose Red merkwürdige „Unfälle“: Zuerst erschießt der Handwerker Harry Corbin seinen Chef ohne echten Grund. Ein weiterer Arbeiter erstickt an seinem Apfel, ein dritter wird von einer herabfallenden Glasscheibe geköpft und ein vierter erleidet einen Herzinfarkt und stürzt vom Dachgiebel.
Als die Rimbauers nach Rose Red zurückkehren, werden ihnen die Vorkommnisse verheimlicht. Ellen hat Sukeena mitgenommen, nachdem die beiden Frauen sich angefreundet hatten. Sukeena steht Ellen zur Seite, als John wiederholt wilde Affären mit anderen Frauen hat und die gemeinsame Ehe komplett vernachlässigt. Zu dieser Zeit wird Ellen immer wieder von einem merkwürdigen „Fieber“ heimgesucht. 1909 bringt Ellen den kleinen Adam zur Welt, im Jahre 1911 wird Tochter April geboren. Nach einer Prophezeiung, die besagt, dass Ellen niemals aufhören dürfe, Rose Red zu vergrößern und auszubauen, befolgt diese die Prophezeiung und sie wird fortan nie wieder von irgendwelchen Gebrechen heimgesucht. Dafür scheint stattdessen das Haus zu „erkranken“, denn von nun an häufen sich die Zwischenfälle auf dem Anwesen:
- Mehrere weibliche Angestellte verschwinden spurlos oder kündigen in Panik.
- 1917 erhängt sich Johns Geschäftspartner Douglas vor den Augen der kleinen Rimbauer-Kinder.
- Im selben Jahr verschwindet die 6-jährige April beim Spielen in der Küche. Sukeena wird des Mordes verdächtigt und muss ihre Unschuld beweisen.
- 1919 verstirbt Meador, als er den Wintergarten betritt und von einem Schwarm Bienen zu Tode gestochen wird.
- 1926 stürzt John Rimbauer aus dem Fenster des Südturms. Offiziell soll er aufgrund seiner vielen Liebesaffären den Freitod gewählt haben.
- 1938 verschwindet die angesehene Film- und Theaterdiva Deanna Petrie bei einer Galafeier.
- 1948 verschwindet Sukeena. Sie wird zum letzten Mal im Wintergarten des Anwesens gesehen.
- Am 15. Mai 1950 wird schließlich Ellen Rimbauer zuletzt gesehen. Sie soll zu dieser Zeit fast blind gewesen sein.

Mit dem „Tod“ von Ellen Rimbauer endet das Unternehmen, das diese bis dato weitergeführt hatte. Der einzige Überlebende der Rimbauer-Familie ist ihr Sohn Adam. Dieser war nur deshalb dem Haus nicht zum Opfer gefallen, weil Ellen ihn schon als Achtjährigen in ein Internat geschickt hatte. Adam erbt das Haus und lässt es von den Angestellten weiterpflegen. Zu dieser Zeit behaupten die Bediensteten, sie würden immer wieder Geräusche von Handwerksarbeiten hören, obwohl keine Handwerker bestellt worden waren. In den frühen 1970er Jahren dient Rose Red aufgrund seiner Architektur als Schauobjekt für Touristen. Dies endet, nachdem eine ältere Besucherin während einer Besichtigungstour 1972 verschwindet. Rose Red verfällt bald darauf zusehends, weil sich niemand mehr traut, das Anwesen zu betreten.

### Erster Hauptteil
Der erste Hauptteil spielt im Jahr 2001. Die junge Joyce Reardon ist Dozentin für Parapsychologie an der (fiktiven) Beaumont University von Seattle. Sie ist insbesondere von der Vergangenheit von Rose Red fasziniert und möchte in dem Anwesen ein Experiment durchführen, um zu beweisen, dass es übersinnliche Phänomene gibt. Um ihr Vorhaben voranzubringen, bezirzt sie den einzigen noch lebenden Erben der Rimbauers, Steven. Sie kann ihn dazu überreden, am Experiment teilzunehmen. Das Experiment sieht vor, fünf Medien nach Rose Red zu bringen, um – falls es dort tatsächlich spuken sollte – die Phänomene gewissermaßen aus der Reserve zu locken. Unterdessen bekommt Joyce massive Probleme mit ihrem Vorgesetzten, dem arroganten Universitätsrektor Dr. Carl Miller. Dieser hält Joyce’ Arbeit für völlige Zeit- und Geldverschwendung und möchte Joyce schnellstmöglich entlassen. Dafür braucht er allerdings einen Kündigungsgrund und den soll ihm der kriecherische Universitätsjournalist Kevin Bollinger verschaffen. Der erste Versuch scheitert, also trägt Dr. Miller Kevin auf, ebenfalls nach Rose Red zu gehen und dort weiterhin Joyce und ihr Team zu bespitzeln.
Joyce schafft es derweil, ihr Wunschteam zusammenzustellen. Die auserwählten Medien sind: die automatische Schreiberin Cathy Kramer, die Psychometrikerin Pam Asbury, der postkognitiv veranlagte Emery Waterman, der Telepath Nick Hardaway und der präkognitiv befähigte Victor Kadinsky. Das „Highlight“ unter den Ausgesuchten aber ist die autistische 15-jährige Annie Wheaton, die von ihrer älteren Schwester Rachel begleitet wird. Annie besitzt außerordentlich starke telekinetische und telepathische Kräfte, die sie als Kind schon früh einsetzte, wann immer sie sich und/oder ihre Schwester bedroht sah. Ihre Eltern fürchten sich vor ihr und ihr Vater reagiert zunächst erbost darüber, dass Annie ausgerechnet ein so „bösartiges“ Haus wie Rose Red besuchen soll.
Kevin Bollinger erreicht Rose Red vor Joyce und ihrer Gruppe. Auf dem Anwesen angekommen, wird er von Sukeenas Geist ins Haus gelockt und im Wintergarten verschleppt. Wenig später treffen Joyce und ihre Teammitglieder in Rose Red ein. Joyce führt das Team durch das Haus, wo man dem Geist von April begegnet und Kevins Handy entdeckt. Steven ist empört, dass Kevin offenbar unerlaubt auf seinem Anwesen herumschleicht und ruft das Büro von Dr. Miller an. Bald wird es Nacht und die Teammitglieder begeben sich auf ihre Zimmer. Während der Nacht wird Cathy von einer Erscheinung verängstigt: Unter dem Teppich und unter ihrer Bettdecke scheint sich ihr etwas zu nähern. Pam wird von einem dämonischen Doppelgänger von Cathy aus ihrem Zimmer gelockt. Kurz darauf befindet sie sich in einer tiefen Trance, verlässt das Haus und ertränkt sich im Gartenteich. Annie und Rachel werden von Aprils Geist aus dem Schlaf geschreckt, doch Annie kann den Geist vorerst vertreiben. Emery hat Alpträume von Kevins verwesender Leiche und wacht neben einer untoten Deanna Petrie auf.
Am nächsten Tag nehmen die paranormalen Ereignisse massiv zu und nehmen lebensgefährliche Ausmaße an. Viktor wird von einem Doppelgänger Pams in den Garten gelockt und so erschreckt, dass er einen Herzinfarkt erleidet. Er eilt mit letzter Kraft zurück zum Haus, um Hilfe zu holen, jedoch lassen sich weder Türen noch Fenster des Hauses öffnen. Emery, der Viktor entdeckt, weigert sich, ihm zu helfen, weil er Viktor für eine Spukerscheinung hält. Der herbeigeeilte Nick kann auch nicht mehr rechtzeitig eingreifen, Viktor verstirbt schließlich. Eine scheinbar völlig ahnungslose und verzückte Joyce tänzelt mit ihren Messgeräten durch das Haus.

### Zweiter Hauptteil
Das Abenteuerteam sitzt fest und zu allem Unglück funktionieren weder Handys noch Telefone, Hilfe zu rufen ist unmöglich. Auch scheinen die Türen plötzlich aus Stahl und die Fenster aus Panzerglas zu bestehen. Als Annie durch einen Unfall bewusstlos wird, öffnen sich die Türen und Fenster sofort wieder. Das Team kommt zu dem Schluss, dass das Haus Annie ausnutzt, indem es ihre telekinetischen Kräfte anzapft, um diese dann gegen das Team zu richten.
Zur gleichen Zeit treffen Emerys hysterische Mutter Kay Waterman und ein sichtlich nervöser Dr. Miller mit ihren Autos in Rose Red ein. Kay läuft in den verwilderten Garten, weil sie glaubt, Emery dort gesehen zu haben. Dr. Miller wiederum läuft ihr nach, weil sie sein Auto gerammt hat. Beide verlaufen sich im Dickicht und Kay wird von einem untoten Kevin überrascht, außer Gefecht gesetzt und ins Haus verschleppt. Währenddessen wird Dr. Miller zunächst von Sukeenas Geist noch tiefer in den Garten gelockt und dort schließlich von Kevin getötet. Kaum hat Annie das Bewusstsein wiedererlangt, schließen sich alle Türen und Fenster wieder und Emery verliert durch eine zuschlagende Tür zwei seiner Finger.
Als das Team Joyce zum Abbruch des Experiments bewegen und Krankenwagen nebst Polizei rufen will, reagiert Joyce seltsam hysterisch und aggressiv und meint, die Behörden „würden alles nur ruinieren“. Die Lage spitzt sich weiter zu, nachdem ein erboster Emery damit droht, Annie zu töten, damit das Team Rose Red verlassen könne. Er verdächtigt Annie offen, das Team vorsätzlich gefangen zu halten. Cathy ist empört und geht in die Küche, dort wird sie von einer besessenen Kay attackiert. Zum Glück eilt Nick zu Hilfe und beide können die Frau überwältigen. Sie lassen Kay gefesselt zurück, woraufhin Sukeena erscheint und Erstere in den Weinkeller zerrt. Unterdessen wird Nick von einer untoten Ellen Rimbauer angefallen. Cathy verläuft sich in ihrer Panik und gelangt in den Südturm des Hauses. Dort entdeckt sie ein lebensgroßes Porträt von John und Ellen. Beim Betrachten des Gemäldes verfällt Cathy in eine tiefe Trance und hat nun eine Vision von dem, was sich damals tatsächlich ereignet hatte:
Vor sechzig Jahren erwischte Ellen John dabei, wie er Sukeena bedrängte. Erbost stießen die beiden Frauen John vom Südturm. Sie schworen, sich an allen Männern zu rächen, die es wagten, nach Rose Red zu kommen. Frauen, die sie als Opfer auswählen, sollten ihre Komplizinnen werden. Dann verwandelte Sukeena sich selbst, Ellen und April in Untote, die fortan in Rose Red auf Opfer warten würden. Cathy besteigt nun die Treppe zur Turmspitze. Währenddessen suchen Steven und Rachel nach Cathy und gelangen ebenfalls in den Südturm. Dort sehen sie gerade noch, wie sich die untote April auf Cathy stürzen will, was Steven noch rechtzeitig verhindern kann. Die Drei kehren zurück in die Lounge, wo es zu einer gewaltsamen Auseinandersetzung zwischen Annie und Emery kommt. Emery ergreift einen Schürhaken und versucht, Annie zu erschlagen, doch eine von Annie telekinetisch gesteuerte Ritterrüstung greift Emery mit einer Hellebarde an. Beider Seiten Anschläge misslingen.
Cathy setzt sich mit Annie zusammen und beide beginnen, die Worte „Hilf uns! - Öffne die Türen!“ auf Papier zu schreiben, worauf das Haus zu beben anfängt und die Fensterscheiben des Hauses zu Bruch gehen. Joyce will nicht wahrhaben, dass Annie sich gegen das Haus stellt. Sie versucht, das Mädchen mit einem Schraubenzieher zu erstechen, Annie kontert mit einem Feuerball aus einem Kamin. Als Steven versucht, Joyce zu beruhigen, schlägt sie ihn und sagt ihm, er solle verschwinden. Das Team kommt zu der Erkenntnis, dass Joyce von Rose Red besessen ist und ihr vorgebliches Experiment die ganze Zeit über nur ein Vorwand war: Joyce wollte zwar vordergründig Beweise für die Existenz paranormaler Phänomene erbringen, aber eigentlich wollte sie Rose Red aufwecken und mit Hilfe der Medien nur noch stärker machen. Steven und Cathy können Annie dazu bewegen, ihre Kräfte dazu zu nutzen, das Eingangsportal aufzubrechen. Das Team rennt zum Eingang, wo es erst von Kays Geist und anschließend von der untoten Ellen Rimbauer bedrängt wird; das Team kann jedoch entkommen. Ellen versucht, das Haus zu verlassen, aber zum Glück lässt Annie die Tür wieder zuschlagen, bevor Ellen entkommen kann.
Annie richtet nun all ihre Kräfte gegen Rose Red. Sie lässt gigantische Felsen vom Himmel fallen, die das Haus schwer beschädigen. Im Innern wird Joyce von den Geistern der in Rose Red verstorbenen Menschen umringt und getötet. Nun hat sie, was sie immer wollte: Sie ist ewige Bewohnerin von Rose Red. Sechs Monate später treffen sich Steven, Rachel, Cathy, Annie und Emery ein letztes Mal im Vorhof von Rose Red, um ihrer verlorenen Freunde zu gedenken. Dabei werden sie von den Geistern von Ellen, Sukeena und Joyce beobachtet. Steven hat inzwischen ein Bauunternehmen mit dem Abriss von Rose Red beauftragt.

## Hintergrund

### Entstehungsgeschichte
Nach Stephen Kings schwerem Autounfall war Haus der Verdammnis eines seiner ersten Projekte. Der Film war eigentlich von King und Regisseur Steven Spielberg als „der ultimative“ Horrorfilm geplant gewesen. Doch bald erkannte King, dass es effektiver wäre, aus der gesamten Geschichte eine Miniserie und keinen Kinofilm zu drehen, denn so konnte er mehr auf die Vergangenheit des Hauses und die Hintergründe der Hauptfiguren eingehen. Daher wandte er sich an die ABC-Studios, die zuvor schon seinen Roman Es verfilmt hatten. ABC willigte ein, und King begann das Drehbuch zu entwerfen. Dabei inspirierten ihn die Geschichten rund um das Winchester-Haus in San José.

### Drehorte
Der Film wurde in den Vereinigten Staaten im Thornewood Castle gedreht, das heute ein Bed-and-Breakfast-Hotel nahe bei Tacoma, Washington, ist. Mit Hilfe des Designers Craig Stearns gelang es, für das fiktive „Rose Red“ im Hangar des Magnuson Parks, eines ehemaligen Armeestützpunktes, Modelle der Innenräume zu bauen.

## Trivia
- Schauspieler David Dukes, der Professor Carl Miller im Film verkörpert, starb infolge eines Herzinfarkts während der Dreharbeiten.
- Stephen King hat einen Cameo-Auftritt als Pizzalieferant.
- Der Glasflur in einem von Rose Reds zahlreichen Räumen kommt ebenfalls in einer Kurzgeschichte von Stephen King vor.
- Melanie Linskey, welche die Rolle der Sister mimte und Jimmi Simpson, welcher die Rolle des Kevin Bollinger verkörperte, waren zum Zeitpunkt der Dreharbeiten ein Paar.

## Prequel
2003 wurde ein Prequel unter dem Namen Das Tagebuch der Ellen Rimbauer veröffentlicht, das auf dem gleichnamigen Roman basiert. Dr. Joyce Reardon ist die fiktive Herausgeberin dieses Buches, doch wurde bekannt, dass Ridley Pearson, der Bass-Gitarrist von „Rock Bottom Remainder“, der Autor dieses Buches ist. Zum größten Teil wurde erneut dieselbe Crew wie bei „Haus der Verdammnis“ verpflichtet, nur die Darsteller wechselten teilweise. Regie führte erneut Craig R. Baxley, Stephen King produzierte.

## Kritik
„Gemächlich dahinplätschernde Horrorgeschichte aus der Feder des Grusel-Spezialisten King, der lediglich vertraute Klischees seines Gruseluniversums neu mischt. Ein solide in Szene gesetztes Originaldrehbuch, dessen Geschichte aber nur eingefleischte King-Fans interessieren dürfte.“

„Regisseur Craig R. Baxley gelang mit diesem Dreiteiler eine stilsichere Umsetzung eines Schauerromans von Gruselmeister Stephen King.“

## Filmpreise

### Nominierungen
- 2002 : Artios Award : Bestes Casting für eine TV-Miniserie
- 2002 : Emmy Award : Bestes Produktionsdesign – Craig Stearns
- 2003 : Saturn Award : Beste Miniserie
- 2003 : IHG (International Horror Guild) Award : Beste Miniserie
- 2003 : VES (Visual Effects Society) Award : Beste Visuelle Effekte in einer Miniserie